# Metribuzina
La metribuzina es un herbicida capaz de destruir o dañar gravemente las plantas. Los herbicidas se pueden clasificar como preemergentes si se aplican sobre el suelo antes de la siembra y postemergentes si se aplican al suelo o al follaje después de la germinación.
Dependiendo de su mecanismo de toxicidad los herbicidas serán selectivos (presentan toxicidad sólo para algunas especies), de contacto (ejercen su actividad al depositarse en el follaje) o translocados (se produce la absorción desde el suelo). La metribuzina pertenece al grupo de herbicidas translocados y puede usarse en preemergencia y postemergencia.

## Estructura
La metribuzina (4-amino-6-tert-butil-3-metilitio-1,2,4-triazin-5(4H)-ona) es una triazina sistémica con actividad herbicida y selectiva. Pertenece al grupo de las triazinas no simétricas.

## Mecanismo de acción
La metribuzina mata a las plantas impidiendo la fotosíntesis al inhibir el fotosistema ll y con ello, la reacción de Hill o fase luminosa (no se produce la formación de pigmentos fotosintéticos).
Este proceso se produce en el cloroplasto, donde bloquea a la proteína D1, encargada de la transferencia de electrones a la Qb, evitando así que se produzca el flujo de electrones en el fotosistema II. La clorofila no deja de absorber energía, a pesar de este bloqueo en el flujo de electrones llegando a un estado de ¨Triplete¨ que origina radicales libres de oxígeno al reaccionar con el mismo. Estos producen la peroxidación de los lípidos de las membranas, aunque a veces es la clorofila la que directamente reacciona con los lípidos. Para que el herbicida ejerza su acción, es imprescindible que haya luz solar.

## Degradación y persistencia
Su vida media en el suelo tras la aplicación es de uno a dos meses y desaparece del terreno principalmente por descomposición microbiana, la cual es más rápida en condiciones aerobias y a altas temperaturas. También depende de las condiciones de pH, siendo mayor la absorción por el terreno, a menor pH.

## Usos
La metribuzina es un herbicida selectivo para el control de las malas hierbas anuales gramíneas y dicotiledóneas, en preemergencia o postemergencia precoz, en diferentes cultivos. 
Las aplicaciones para las que está autorizada es para uso en cultivos de patata (en situación preemergencia, es decir, aplicarlo en el terreno antes de que salgan los brotes de las plantas), tomate al aire libre de trasplante (en situaciones de preemergencia de las malas hierbas que se puede llevar a cabo antes del trasplante al efectuar la preparación del terreno y después del trasplante, cuando el cultivo esté bien enraizado), espárrago (efectuar la aplicación mediante un tractor en plantaciones jóvenes durante los dos primeros años en los que no hay producción, y en plena producción únicamente tras las recolecciones, antes de la brotación) y trigo y cebada de ciclo largo (efectuar la aplicación en situación de preemergencia, o postemergencia a partir de la tercera hoja del cereal).

### Recomendaciones de uso
No se recomienda tratar tomate cultivado en invernadero. Tampoco se recomienda cultivar especies sensibles a la metribuzina hasta pasados 4 meses desde que se realizó la aplicación del mismo. Es importante consulte al fabricante del herbicida y al de la semilla si es adecuado usar el herbicida en su cultivo. Para obtener el máximo efecto del producto, es recomendable aplicarlo sobre hierbas desde que se forma el cotiledón hasta la formación de la primera hoja. En situación de preemergencia, se debe aplicar sobre un suelo húmedo y si los días son calurosos, no es recomendable aplicarlo hasta el atardecer ya que su actividad se reduce en condiciones de sequedad. Después del tratamiento no se debe cultivar. Su actividad residual se ve reducida en suelos ricos en materia orgánica, por eso, no se debe aplicar en suelos muy arenosos (que contengan menos de un 2% de materia orgánica) debido al riesgo de producir daños en el cultivo.

### Precauciones de uso
Tener cuidado que en su aplicación no se pulverice a los cultivos vecinos. No se puede aplicar con aparatos atomizadores en las proximidades de cultivos sensibles (frutales, viñedos, tabaco, coles, apio, cebollas, judías, fresones, platanera, remolacha, maíz y lechuga) puesto que el peligro de que se desvíe la niebla de aspersión aumenta conforme disminuye la cantidad de agua empleada. Otra recomendación es que la máquina pulverizadora no contenga restos de otras sustancias, sobre todo de herbicidas hormonales. También tener cuidado con la dosificación empleada y atender al reparto uniforme sobre todo el terreno. No recomendable su uso en terrenos muy arenosos y tener en cuenta que su actividad residual merma si es un terreno con alto contenido en materia orgánica. Finalmente se recomienda no comer ni fumas durante su aplicación y al finalizar el tratamiento lavarse las manos.

## Toxicidad

### Toxicidad humana
La metribuzina presenta una toxicidad aguda relativamente baja, los estudios crónicos y subcrónicos demuestran que los efectos biológicos significativos son muy reducidos.
Tras un contacto dérmico agudo con el producto puede producir irritación de la piel, ocasionando exantemas cutáneos o dermatitis de contacto. Puede aparecer una urticaria moderada o grave que persiste de cinco a diez días tras la exposición en personas hipersensibles. En caso de inhalación aguda del producto se pueden producir crisis pseudoasmáticas e incluso reacciones anafilácticas.
La exposición crónica a metribuzina puede producir neurotoxicidad, nefrotoxicidad, genotoxicidad, produciendo aberraciones cromosómicas. Ésta genotoxicidad es debida a procesos de metabolización del herbicida, ya que al conjugarse con sulfóxido y homoglutation se producen compuestos promutagénicos. También presenta efectos tóxicos en la glándula tiroides y se ha clasificado como categoría 2 en disrupción endocrina. No presenta teratogeneidad, mutagenicidad ni carcinogenicidad. Sin embargo hay estudios que demuestran que existe una posible relación entre la metribuzina y ciertas enfermedades linfohematopoyeticas malignas.
Según la OMS tiene una clasificación II. moderadamente peligroso.

### Ecotoxicidad
La metribuzina resulta muy tóxica para organismos acuáticos y puede causar efectos adversos a largo plazo en el ambiente acuático. Tiene una toxicidad extrema para algas y helechos acuáticos, alta para crustáceos y mediana para peces, aves, insectos (abejas) y lombrices de tierra. Se ha comprobado que la toxicidad para las especies distintas de las destinatarias y la contaminación ambiental se disminuye si se aplica en cantidades pequeñas.